# Maria Błyszczak
Maria Błyszczak – polska „Sprawiedliwa wśród Narodów Świata”.

## Życiorys
W trakcie II wojny światowej Maria Błyszczak, mieszkanka Czortkowa (dziś Ukraina), pracowała w szpitalu. W 1942 r., gdy zaczęły się dokonywane przez Niemców akcje deportacyjne w miejscowym getcie, postanowiła ona uratować swojego dawnego znajomego, Emila Rozencweiga. Na swoje nazwisko wynajęła mieszkanie, gdzie go ukryła zaopatrując w żywność. Jej żydowski przyjaciel przebywał tam przez ok. pół roku. Pod koniec 1942 r. ukraińska policja odkryła schowek, ale Rozencweigowi udało się uciec. Błyszczak, poszukiwana przez Niemców i Ukraińców, również uciekła. Po wojnie pobrali się i przeprowadzili do Krakowa.  
10 października 1985 r. Instytut Jad Waszem uhonorował Marię Błyszczak medalem „Sprawiedliwy wśród Narodów Świata”.